# Terremoto de España y Portugal en 2009
El terremoto de España y Portugal de 2009, fue un terremoto con el epicentro situado 100km al sur del Cabo de San Vicente, en Portugal de 6,3 grados en la escala de Richter (o 5,7 según otras fuentes), que sacudió en gran parte a la costa occidental de Andalucía y parte del sur de Portugal. El terremoto se produjo a las 2:37 (hora española).
El Servicio de Emergencias 112 de Andalucía informó de que se atendieron 490 llamadas hasta las 06:00 horas y de que no hubo daños personales ni materiales. El 112 atendió 282 llamadas de la provincia de Sevilla, 176 en Huelva, 14 en Córdoba, 10 en Jaén, 5 en Cádiz y 3 en Málaga.